# Sēnīte
«Sēnīte» (Се́ните; в переводе Грибок) — бывший ресторан в Латвии (ныне не действует). Расположен на Видземском шоссе (на участке Рига — Сигулда) в селе Крустыни, примерно в 40 км от Риги.
Ресторан был построен в 1967 году по проекту архитектора Линардса Скуи. В данный момент здание ресторана законсервировано. Архитектурную ценность ресторана представляет бетонная крыша (уникальный монолитный купол).
В 2016 году здание ресторана включено в список охраняемых памятников культуры.

## История
В 1948 году на 39-м километре трассы Рига — Псков была открыта чайная, где работало три человека. Для того, чтобы привлечь владельцев автобусов, установили «грибок», который был издалека виден на дороге благодаря своей красной шляпке и от которого произошло название столовой и позднее ресторана. В декабре 1967 года по проекту архитектора Линардса Скуи и инженера Андриса Бите был построен и открыт ресторан «Sēnīte» на 100 мест. В советское время ресторан был очень популярен, а Крустыни имели второе, неофициальное название Сените. В 1980-е годы в ресторане работало около 130 работников.
Ресторан закрыт в 2010 году.
В настоящее время предусмотрены ремонтные работы, которые должны завершиться к лету 2026 года. Эти работы включат восстановление и реставрацию здания, чтобы сохранить его историческое и архитектурное значение.